# 2-й Сибирский казачий конный полк
2-й Сиби́рский каза́чий ко́нный полк (нем. 2. Sibirisches Kosakenreiteregiment) — воинское подразделение периода Второй мировой войны, состоящее из казаков.

## Формирование
Осенью 1943 года, Нолькен, Геймерт Иоаннович принял предложение Гельмута фон Паннвица командовать казачьим кавалерийским полком. Формировался 2-й Сибирский казачий кавалерийский полк в Миллау. В апреле был окончательно сформирован полк.
В конце ноября 2-й Сибирский полк фон Нолькена, подчиненный 11-й дивизии СС «Нордланд» успешно выявить, а после уничтожить укрытие партизан. 23 марта 1944 года 2-й Сибирский Полк полностью разгромил под северо-западнее Сизака, под Дубравчаком банды Тито. 200 боевиков было убито, 200 сдались в плен. Сами казаки потеряли 31 человек.
Полк состоял из эскадрона с тяжелым оружием, оснащенными 8-ю 80-миллиметровыми минометами и 6-ю противотанковыми орудиями PAK 40-50-миллиметрового калибра, батальона с тремя эскадронами мотоциклистов, каждый из которых был вооружен 9-ю легкими пулеметами и 4-мя 50-миллиметровыми минометами. Второй батальон состоял из трех эскадронов, каждый из которых имел по 9 легких пулеметов и 2 50-миллиметровых миномета, а также пулеметного эскадрона с 8-ю тяжелыми пулеметами и 4-мя 80-миллиметровыми минометами, также у полка имелась бронетехника, танки, и винтовки StG44.
В мае 1944 г. полк, представленный объединением ветеранов царской армии Белграда, имел штандарт с синим и желтым цветом сибирских казаков. На поле штаб дивизиона выставлял стандартным черно-желтый боевой вымпел с арабской цифрой «2» в центре.
Униформа была в виде белых папах с жёлтым верхом и перекрещёнными серебряными галунами. Лампасы — жёлтые. Шифровка «2» на погонах. На правом рукаве шеврон в виде щитка, состоящий из четырёх треугольных сегментов: жёлтых сверху и снизу и светло-голубых слева и справа. Над сегментами надпись «ПСВ» (Полк Сибирского Войска).

## Источник
- Франсуа де Ланнуа «Казаки Паннвица. 1942-1945».
- Статья https://www.themilitarymark.com/wwii-wehrmacht-heer/blog-post-title-one-2xjjf-33ae3